# メアリー・ビアード
デイム・ウィニフレッド・メアリー・ビアード (Dame Winifred Mary Beard, 1955年1月1日) DBE, FSA, FBA, FRSL は、イギリスの西洋古典学者、歴史学者、フェミニスト。著書に英語圏でベストセラーとなった『SPQR ローマ帝国史』、ミソジニーの歴史を紐解く『舌を抜かれる女たち』などがある。

## 略歴
1955年、シュロップシャーの中流家庭に生まれる。ケンブリッジ大学ニューナム・カレッジで古典学を専攻、博士号を取得後、同大学で教鞭をとり始める。1992年、タイムス文芸付録の古典文学編集者に就任。2004年、ケンブリッジ大学古典学教授に就任。2022年をもって退職する。

## 人物
「イギリスで最も有名な古典学者の一人」と評される。
BBCやチャンネル4などマスメディアに度々出演しており、歴史ドキュメンタリーから教育番組まで幅広く携わっている。『Meet the Romans with Mary Beard』などの冠番組もある。2019年には『グランド・ツアー』に出演しジェームズ・メイと対談した。
労働党員、フェミニスト、反人種主義者を自認している。9・11テロ、移民問題、＃MeToo運動、オックスファム騒動など、政治時事にも度々自説を述べている。
そのような言動やメディア出演の多さから、ミソジニー的な中傷に多く晒されてきた。例えば、無造作な白髪などの容姿が中傷された際は、「ボトックスや白髪染めばかりが女性の道ではないと子供たちに示すべき」と反論している。
ブログやTwitterなどインターネット上でも積極的に発言している。ブログは一日に数万の閲覧があるとされ、Twitterは数十万のフォロワーがいる。2013年、Twitterで中傷者と対話を試みた際、爆破予告を受けて警察沙汰になった。自説として、中傷者のアカウントを「黙ってブロック」しても根本的な解決にはならない、と述べている。

## 栄誉
- ロンドン好古家協会会員、2005年[18]
- ウルフソン歴史学賞（英語版）、2008年[2]
- アメリカ考古学研究所（英語版）準会員、2009年[19]
- イギリス学士院会員、2010年[20]
- アメリカ芸術科学アカデミー会員、2011年[21]
- アメリカ哲学協会会員、2012年[22]
- 大英帝国勲章、2013年[23]
- 全米批評家協会賞、2013年[24]
- ロイヤル・アカデミー・オブ・アーツ教授、2013年[25]
- セント・アンドルーズ大学名誉学位、2013年[26]
- ボドリー・メダル（英語版）、2016年[27]
- アストゥリアス皇太子賞、2016年[28]
- マドリード・カルロス3世大学名誉学位、2017年[29]
- デイムコマンダー、2018年[30]
- ラドバウド大学名誉学位、2018年[31]
- オックスフォード大学名誉学位、2018年[32]
- イェール大学名誉学位、2019年[33]

2015年刊『SPQR ローマ帝国史』は、ハードカバーの歴史書としては破格のベストセラーとなった。同書はニューヨーク・タイムズのベストセラーリストに載り、全米批評家賞にもノミネートされた。
2017年刊『舌を抜かれる女たち』もニューヨーク・タイムズのベストセラーリストに載り、サンデー・タイムズのベストセラー第1位、ガーディアン紙「21世紀の100冊」にも選出された。
2018年にはファンがレゴブロックのミニフィギュアを作った。

## 著作

### 日本語訳
- SPQR: A History of Ancient Rome (Profile Books, 2015 / Liveright Publishing, 2015); ISBN 9780871404237
  - 宮﨑真紀訳『SPQR ローマ帝国史Ⅰ 共和政の時代』亜紀書房、2018年、ISBN 978-4-7505-1537-3
  - 宮﨑真紀訳『SPQR ローマ帝国史Ⅱ 皇帝の時代』亜紀書房、2018年、ISBN 978-4-7505-1538-0
- Women & Power: A Manifesto (Profile Books, 2017 / Liveright Publishing, 2017); ISBN 978-1788160605
  - 宮﨑真紀訳『舌を抜かれる女たち』晶文社、2020年、ISBN 978-4-7949-7164-7
- Twelve Caesars: Images of Power from the Ancient World to the Modern (Princeton University Press, 2021) ISBN 978-0691222363
  - 森夏樹訳『12人の皇帝たち 古代から現代までの権力のイメージの変遷をたどる』青土社、2022年、ISBN 978-4-7917-7435-7